# 佐野智郎
佐野 智郎（さの ともや、1972年 〈昭和47年〉8月22日 - ）は、日本のプロバスケットボール指導者。東京都品川区出身。
役職はヘッドコーチ。B3リーグ・SHINAGAWA CITY BASKETBALL CLUB所属 。

## 来歴
1990年代前半には俳優として活躍し、脚光を浴びたはいすくーる落書2では楠和美役でバスケットボールのエースの役で出演した。
はいすくーる落書2でも共演した俳優時代の同期の萩原聖人とは公私共々、苦楽を共にした仲である。
その後も多数のドラマに出演したが23歳で芸能界から引退し、中学生のバスケットボールのコーチを務めながら大手進学塾の講師として活躍。
1999年3月、品川区に奨学舎という学習塾を立ち上げ、現在も講師として教壇に立ちながら、代表取締役を務める。
2014年から東京海上日動ビッグブルーでアシスタントコーチを務め、2021年から東京サンレーヴスのアシスタントコーチ、2022年からSHINAGAWA CITY BASKETBALL CLUBでヘッドコーチを務めている。
現在はプロバスケットボールのヘッドコーチを務める傍ら、子どもたちの育成に力をいれたり、知的障がいを抱える方々がスポーツを楽しむことを支える団体であるスペシャルオリンピックス日本の活動にも尽力している。
バスケットボール界の友人も多く、特に日本代表、富樫勇樹とはお互いの家族を良く知る仲である。

## 出演
- はぐれ刑事純情派 第8シリーズ 第11話「愛犬が暴く痴漢!? 刑事の片想い」 武井登 役（1995年6月21日）